# Sokoliwka (rejon jarmoliński)
Sokoliwka (ukr. Соколівка, pol. Sokołówka) – wieś na Ukrainie, w obwodzie chmielnickim, w rejonie jarmolińskim.